# Francisco Ignacio Añoa y Busto
Francisco Ignacio Añoa y Busto (Viana, 26 de febrero de 1684 - Zaragoza, 22 de febrero de 1764), fue un religioso español.
Ordenado sacerdote ya tarde, en 1722, fue nombrado Obispo de Pamplona en 1735, aunque no sería ordenado como tal hasta el 8 de abril de 1736. 
El 24 de septiembre de 1742 es destinado a la Archidiócesis de Zaragoza, donde es nombrado Arzobispo el 24 de septiembre de 1742, cargo que ejerció desde ese momento hasta su muerte el 22 de febrero de 1764.
Fue el promotor decisivo de las obras de la reforma de la Santa Capilla de Nuestra Señora del Pilar que, sin embargo, no podría contemplar culminadas al morir poco antes de la finalización de las obras, que se produjo en 1765. La nueva «Santa Capilla» la bendijo inaugurándola su sucesor en el arzobispado Luis García Mañero.
| Predecesor: Tomás Crespo Agüero | Arzobispo de Zaragoza 1742 - 1764 | Sucesor: Luis García Mañero |